# Peter Selinka
Peter Selinka (* 29. August 1924 in der Tschechoslowakei; † 28. Juni 2006) war ein deutscher Werbeberater und Kunstsammler.

## Leben
Selinka war der Sohn eines österreichisch-ungarischen Offiziers. Er war nach dem Zweiten Weltkrieg als Werbeberater in der pharmazeutischen Industrie in Biberach an der Riß tätig und machte sich später mit einer Werbeagentur in Ravensburg selbständig.
Anfang der 1950er Jahre begann er Moderne Kunst zu sammeln und baute bald eine Sammlung von Grafik und Malerei mit Schwerpunkt auf dem deutschen Expressionismus auf, in der viele der bedeutendsten Künstler dieser Zeit vertreten sind, darunter Otto Mueller, Franz Marc, August Macke, Wassili Kandinski, Emil Nolde, Ernst Ludwig Kirchner, Alexej von Jawlensky, Karl Schmidt-Rottluff, Max Pechstein, Gabriele Münter, Edvard Munch, Christian Rohlfs, Lyonel Feininger und Otto Dix.
Daneben sammelte er ab 1975 Werke von Karel Appel und anderen Künstlern der Künstlergruppe CoBrA, Werke der deutschen Avantgardekünstlergruppe SPUR sowie Kunst aus Oberschwaben und aus der DDR.
Zur Sammlung gehörten außerdem 180 Ostasiatika, die aber später wieder veräußert wurden. In der Sammlung verblieb nur das allererste Sammelstück Peter Selinkas, eine grüne koreanische Weinkanne.
2004 wurde zunächst die Werkgruppe der Gruppe SPUR in die 2003 von Selinka und seiner Ehefrau gegründete Peter-und-Gudrun-Selinka-Stiftung eingebracht. Die Stiftung betrieb einen Ausstellungsraum in Ravensburg. Im März 2013 eröffnete das neue städtische Kunstmuseum Ravensburg in der Ravensburger Innenstadt, dessen Hauptattraktion die Sammlung Selinka ist.

## Ausstellungen
- Die Geschichte einer Sammlung. Peter Selinka zum 100. Geburtstag. Kunstmuseum Ravensburg, 12. Juli bis 20. Oktober 2024